# Möykkynen
Möykkynen är en sjö i Finland. Den ligger i kommunen Ristijärvi i landskapet Kajanaland, i den centrala delen av landet, 500 km norr om huvudstaden Helsingfors. Möykkynen ligger 204 meter över havet. Arean är 33,2 hektar och strandlinjen är 3,6 kilometer lång. Sjön  ingår i Uleälvens huvudavrinningsområde. 